# Атанасиос Вурос
Атанасиос Вурос (грч. Αθανάσιος Βούρος) је био грчки мачеваоц који се такмичио на првим Олимпијским играма 1896. у Атини
Учествовао је у дисциплини флорет за аматере. У својој квалификационој групи Б био је други од четири учесника. Победио је у једном мечу и изгубио у другом. Последњи меч није одржан јер је већ био познат победник групе што је у том тренутку било важно јер је само победник ишао у финале, а награде су добијали само учесници финала. Када су се ретроктивно додељивале медаље Вурос је пласиран на четврто место јер је другопласирани из друге групе Перикле Пјеракос Мавромихалис имао две победе и у укупном пласману постао трећи. Вуросу је припало четврто место због неиграња последњег меча у групи.

## Резултати

### Група Б
| Меч | Победник                     | Резултат  | Поражени                           |
| --- | ---------------------------- | --------- | ---------------------------------- |
| Б2  | Ежен Анри Гравелот Француска | 3-2       | Атанасиос Вурос Грчка              |
| Б3  | Атанасиос Вурос Грчка        | 3-1       | Јоргос Балакакис Грчка             |
| Б6  | Атанасиос Вурос Грчка        | 3-0 (сл.) | Костантинос Комниос Милиотис Грчка |